# Flavio Testi

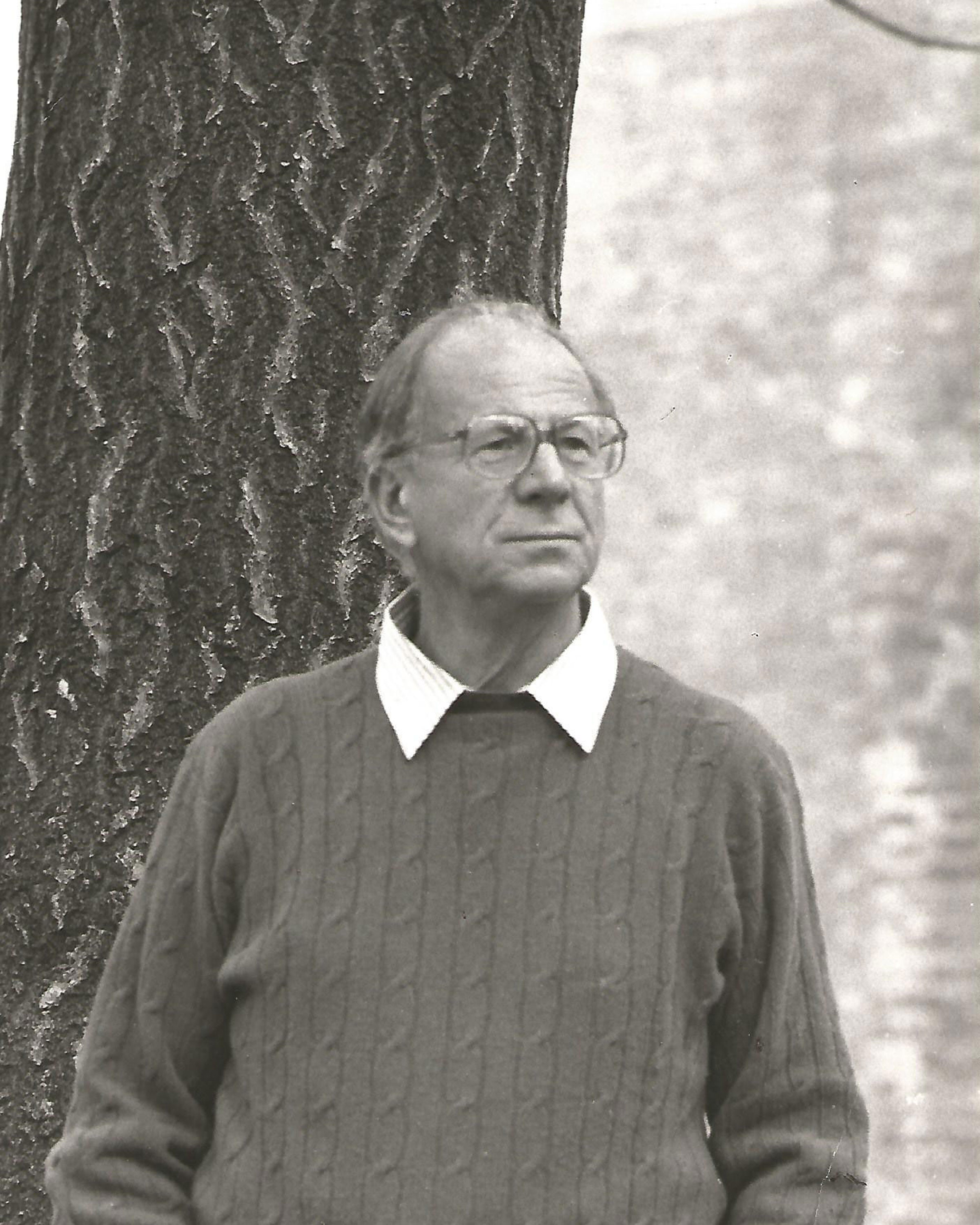
Flavio Testi

Flavio Testi (* 4. Januar 1923 in Florenz; † 14. Januar 2014) war ein italienischer Komponist und Musikwissenschaftler.

## Leben
Nach privatem Musikunterricht und Unterricht am Konservatorium in Turin ging er nach Mailand, wo er seine Musikausbildung autodidaktisch fortsetzte. Außerdem erwarb er 1951 einen Studienabschluss in Literaturwissenschaft. Er wurde freischaffender Komponist und besorgte Noteneditionen für namhafte Musikverlage, zudem unterrichtete er an den Konservatorien von Padua, Mailand und Florenz.
Als seine erste Komposition kam 1954 kam das Vokalwerk Crocifissione (Kreuzigung) für Männerchor, Streicher, Blechbläser, Pauken und drei Klaviere im Rahmen der Sinfoniekonzerte der Mailänder Scala zur Uraufführung. Deren großer Erfolg öffnete ihm sogleich die Türen anderer italienischer Theater und Konzertsäle.
Seine sinfonischen Werke wurden regelmäßig aufgezeichnet, vom Stabat Mater bis zu New York. Oficina y denuncia (nach García Lorca), vom Canto a las madres de los milicianos muertos (nach Pablo Neruda) zu den Cori di Santiago, von den vier Kantaten für Kammerensemble zu Cielo für Soloflöte, von den Werken für Chor a cappella zum Jubilus für Soloklarinette.
Er schrieb außerdem vier Bände einer Geschichte der italienischen Musik und ein Buch über das musikalische Paris am Anfang des 20. Jahrhunderts. Außerdem übersetzte er Werke u. a. von Hans Werner Henze, Dmitrij Schostakowitsch, Francis Poulenc und Sergej Prokofjew ins italienische und war zeitweilig künstlerischer Leiter des Teatro Comunale in Florenz.
Sein letztes Stück, Mariana Pineda, feierte am 8. September 2007 im Theater Erfurt seine Uraufführung.

## Werke
Auf seine erste Oper Il furore di Oreste (Orests Wut), Oper in einem Akt nach Aischylos (Teatro Donizetti, Bergamo, 1956) folgten weitere an prominenten Orten:
- La Celestina, Oper in drei Akten nach Fernando de Rojas, Florenz, Maggio Musicale, 1963
- L’albergo dei poveri (Nachtasyl), Oper in zwei Akten nach Maxim Gorki, Mailand, Piccola Scala, 1966
- Il Sosia, Oper in zwei Akten nach Dostojewski, Mailand, Piccola Scala, 1982
- Riccardo III (Richard III.), Oper in drei Akten nach Shakespeare, Mailand, Scala, 1987, Koproduktion mit dem Teatro Regio Turin
- La brocca rotta (Der zerbrochne Krug), Oper in einem Akt nach Kleist, Bologna, Teatro Comunale, 1997, deutsche Erstaufführung Theater Erfurt 2007
- Saul, Oper in drei Akten nach André Gide, konzertant Paris, Radio France, 2003 – szenisch Macerata, Teatro Lauro Rossi, 2007
- Mariana Pineda, Oper in drei Aufzügen nach Federico García Lorca, Erfurt, Theater Erfurt 2007